# Kovran
Kovran (en rus: Ковран) és un poble del krai de Kamtxatka, a Rússia, que el 2021 tenia 241 habitants. Pertany al districte de Tiguil.